# Max Kerner (Historiker)

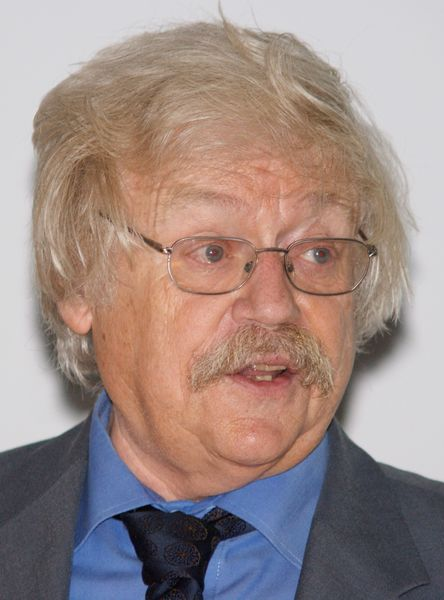
Max Kerner, aufgenommen von Werner Maleczek 2014 bei einer Tagung in Aachen

Maximilian Kerner (* 1. Dezember 1940 in Geilenkirchen) ist ein deutscher Historiker.

## Leben und Wirken
Kerner studierte Geschichte und Latein an der Universität zu Köln. 1969 wurde er an der Rheinisch-Westfälischen Technischen Hochschule in Aachen mit einer Arbeit zum Dekret des Bischofs Burchard von Worms zum Dr. phil. promoviert. 1974 habilitierte er sich in Aachen an der Philosophischen Fakultät mit der Schrift Johannes von Salisbury und die logische Struktur seines Policraticus.
Im Jahr 1980 wurde Kerner auf die Professur für Mittlere und Neuere Geschichte an der RWTH Aachen berufen; von 2002 bis 2008 hatte er den Lehrstuhl für Mittlere Geschichte inne und war bis 2007 geschäftsführender Direktor des Historischen Instituts. Er war Dekan der philosophischen Fakultät 1982 bis 1984 sowie von 1986 bis 1991 Prorektor der RWTH Aachen. 2006 wurde er zum dritten Mal in Folge zum Vorsitzenden des Senats der RWTH Aachen gewählt.
2008 gründete Kerner in Kooperation mit dem Senat die interdisziplinäre Diskussions- und Lehrveranstaltungsreihe Projekt „Leonardo“ an der RWTH Aachen. Die hochschulöffentlichen Seminare und Vorträge sollen „globale Herausforderungen“ thematisieren und auf diese Weise die Lehrenden der RWTH mit den Studierenden über wichtige gesellschaftliche Fragen ins Gespräch bringen. Obgleich Kerner 2009 offiziell aus dem Hochschuldienst ausschied, ist er als Senior Advisor des Projekts „Leonardo“ bis heute aktiv in die Lehre der Hochschule eingebunden.
Die Forschungsschwerpunkte von Kerner sind kirchliche Rechtsgeschichte, Karl der Große, Geschichte der politischen Ideen des hohen Mittelalters und die Geschichte der prophetischen Literatur. Kerner hat zahlreiche wissenschaftliche Arbeiten und Schriften publiziert. Er veröffentlichte 2010 mit Klaus Herbers einen Gesamtüberblick zu allen Aspekten zur Päpstin Johanna. Er war von 1990 bis 2007 Mitherausgeber der Aachener Studien für Technik und Gesellschaft.
Bis 1999 war er Vorstandsvorsitzender des Außeninstituts des RWTH Aachen und im Jahr 2000 Organisationsleiter des 43. Deutschen Historikertages in Aachen. Von 1990 bis 2007 war er Sprecher des Interdisziplinären „Forum Technik und Gesellschaft“ an der RWTH.

## Schriften (Auswahl)
Monographien
- mit Hans Kloft: Die Institutio Traiani (= Beiträge zur Altertumskunde. Band 14). Teubner, Leipzig 1992, ISBN 3-519-07463-X.
- mit Henning Beier, Klaus Töpfer, Joschka Fischer: Technik und Angst. Zur Zukunft der industriellen Zivilisation (= Aachener Studien zu Technik und Gesellschaft. Band 1). 2. Auflage. Thouet, Aachen 1997, ISBN 3-930594-23-4.
- mit Karl R. Kegler: Der vernetzte Mensch. Verlag Mainz, Aachen 1999, ISBN 3-89653-549-8.
- Eine Welt – Eine Geschichte? Oldenbourg, München 2001, ISBN 3-486-56614-8.
- mit Karl R. Kegler: Der künstliche Mensch. Böhlau, Wien 2002, ISBN 3-412-16301-5.
- mit Karl R. Kegler: Technik Welt Kultur. Böhlau, Wien 2003, ISBN 3-412-11203-8.
- Karl der Große. Ein Mythos wird entschleiert. Patmos, Freiburg im Br. 2004, ISBN 3-491-96125-4.
- mit Thomas Müller: Gespaltene Welt? Technikzugänge in der Wissensgesellschaft. Böhlau, Wien 2006, ISBN 3-412-24805-3.
- Karl der Große. Eine Biographie. Diederichs, Jena 2006, ISBN 3-7205-2863-4.
- mit Klaus Herbers: Die Päpstin Johanna. Biographie einer Legende. Böhlau, Wien 2010, ISBN 978-3-412-20469-3.

Herausgeberschaften
- „... eine finstere und fast unglaubliche Geschichte“? Mediävistische Notizen zu Umberto Ecos Mönchsroman „Der Name der Rose“. Wissenschaftliche Buchgesellschaft, Darmstadt 1987, ISBN 3-534-03176-8; 3., unveränderte Auflage, 1988.
- mit Paul Butzer, Walter Oberschelp: Karl der Große und sein Nachwirken. 1200 Jahre Kultur und Wissenschaft in Europa. 2 Bände, Brepols, Turnhout 1997/98, ISBN 2-503-50673-9.